# Lisa Krusche
Lisa Krusche (* 1990 in Hildesheim) ist eine deutsche Schriftstellerin und Journalistin. Sie lebt in Braunschweig.

## Leben und Schaffen
Krusche studierte Germanistik und Kunstwissenschaft an der Hochschule für Bildende Künste Braunschweig und Literarisches Schreiben in Hildesheim. 2019 war sie Finalistin beim 27. open mike. Eingeladen von Klaus Kastberger las sie 2020 bei den 44. Tagen der deutschsprachigen Literatur in Klagenfurt und erhielt den Deutschlandfunk-Preis. Sie ist Mitgründerin des PEN Berlin.

## Auszeichnungen und Stipendien
- 2022 Kranichsteiner Kinderliteratur-Stipendium für Das Universum ist verdammt groß und supermystisch
- 2020 Hans-im-Glück-Preis für Nachwuchs-Autorinnen von Jugendbüchern für das Manuskript Das Universum ist verdammt groß und supermystisch[5]
- 2020 Deutschlandfunk-Preis für Für bestimmte Welten kämpfen und gegen andere
- 2019 Edit Radio Essaypreis für Heul doch[6]
- 2019 Stromboli-Stadtschreiberin in Hall in Tirol[7]
- 2019 Stipendiatin des 23. Klagenfurter Literaturkurses[8]

## Werke (Auswahl)
- Das Universum ist verdammt groß und supermystisch, Beltz 2021, Weinheim, ISBN  978-3-407-75600-8
- Grüne Orangen. Kurzgeschichte, DAS GRAMM #2, 2021.
- Unsere anarchistischen Herzen, S. Fischer Verlag 2021, Frankfurt am Main ISBN 978-3-10-397051-7[9]
- „Softeismaschinen-Konfiguration“ (Essay), in: Die Epilog. Zeitschrift für Gegenwartskultur No. 9, 2020
- „Love in dangerous space times“, in: Bella Triste. Zeitschrift für junge Literatur Nr. 56, Frühjahr 2020
- „Tralala im Kopf“, in: Literaturwerkstatt Berlin (Hg.), 27. open mike Wettbewerb für Junge Literatur 2019. 22 Finaltexte ISBN 978-3-96233-188-7
- „Heul doch“ (Essay), in: Edit, Papier für neue Texte Nr. 78/79 Herbst 2019
- Die Sinnatome zerstäuben (mit Joshua Groß), SuKuLTuR, Berlin 2019 ISBN 978-3-95566-110-6
- „Eine Nuss aus Titan“, in: Joshua Groß et al. (Hrsg.): Mindstate Malibu. Kritik ist auch nur eine Form von Eskapismus. Starfruit Publications, Nürnberg 2018 ISBN 978-3-922895-33-6
- „29. September“, in: Merkur, 72. Jahrgang, Oktober 2018 ISSN 0026-0096
- „Über das Fake“ in: Moritz Müller-Schwefe et al. (Hg.) Metamorphosen. Magazin für Literatur und Kultur Nr. 19, Verbrecher Verlag, Berlin 2017 ISBN 978-3-95732-283-8